# Revolta de La Villa de Don Fadrique

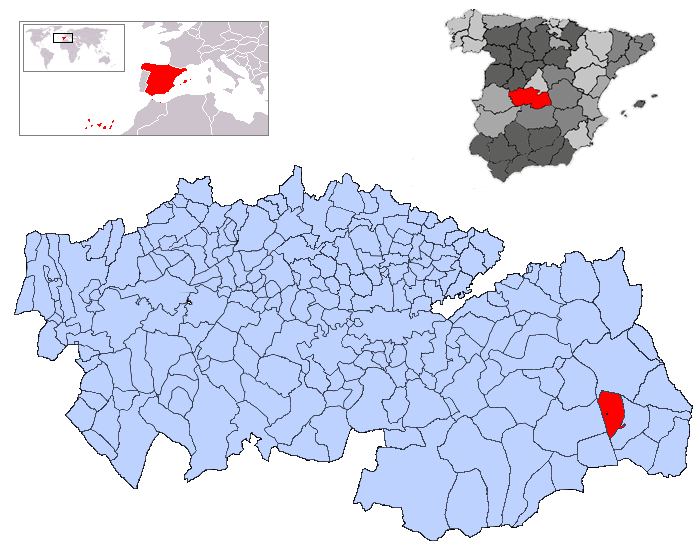
Localização de La Villa de Don Fadrique.

A Revolta de La Villa de Don Fadrique, conhecida localmente como Los sucesos (Os acontecimentos), foi uma revolta que ocorreu na vila espanhola de La Villa de Don Fadrique
(actualmente na comunidade autónoma de Castela-Mancha) durante a Segunda República Espanhola, de 6 de Julho a 10 de Julho de 1932. A revolta começou numa greve durante a ceifa que resultou numa revolta camponesa de carácter comunista com enfretamentos e tiroteios entre os camponeses revoltosos e a Guarda Civil. Outros eventos provocaram o incêndio de eiras, de maquinária agrária e a interrupção das comunicações telefónicas e terrestes, das últimas, as estradas e o comboio.

## Contexto
A Espanha estava a atravessar períodos conturbados da sua história, a ditadura de Primo de Rivera acabara anos antes e a República tinha sido instaurada há um ano. Embora que esta estivesse governada por facções esquerdistas o país ainda tinha muito presente as forças conservadores e monárquicas e muitas das políticas republicanas jamais seriam efectivamente implementadas.

Esquerdistas em La Villa de Don Fadrique na década de 1930.

A Reforma Agrária prometida pelos governantes da República que tanto era esperada pelos camponeses não chegou e estes viram ir por água abaixo as suas espectativas de melhoria na sua qualidade de vida, muito dependente do campo que estava na mão duma minoria muito poderosa, os latinfundários.

## A revolta

### 6 de Julho
A 6 de Julho começaram as movimentações camponesas revoltadas com o facto da maioria das terras estarem acumuladas nuns poucos latifundários e da esperada Reforma Agrária não ter acontecido. O investigador local Pedro Organero conclui:

85% das terras da vila estavam em mãos de 12 proprietários e mais de dous terços da povoação dependia do trabalho no campo.Original {{{{{língua}}}}}: El 85% de las tierras de la localidad estaba en manos de 12 propietarios y más de dos tercios de la población dependían de la contratación en el campo.— Pedro Organero
Nesse dia muitos assalariados da vila fizeram greve. Os grevistas pediam:
1. Um dia de descanso cada quinze de trabalho;
2. Aumento dos salários;
3. A não contratação de trabalhadores de outras vilas até à ocupação total dos locais. (Cumprindo a Ley de términos municipales, promulgada pela República no seu primeiro mês de governo).[3]

### Madrugada de 7 de Julho a 8 de Julho
Na madrugada de 7 de Julho a 8 de Julho foi quando a tensão explodiu. Quem atacou primeiro é uma informação ainda hoje desconhecida, há duas versões, a da maioria dos jornais (La Vanguardia, El Castellano, ABC...) que culpa aos grevistas de ter atacado primeiro e, por outra parte, os defensores dos camponeses, cujos relatos foram publicados por Mateos Manzanero e Gabriel Ramos e alguns jornais operários tais como a La Tierra.
Na madrugada de 7 de Julho a 8 de Julho, a confrontação agravou-se e findou numa luta aberta entre patrões e trabalhadores. Celestino Mendoza, de 90 anos, narra assim a sua experiência:

Eu era muito pequeno, mas lembro-me de estar espreitando à janela e ver a gente correr dum lado para o outro. Sobretudo os homens. Gritavam acerca da cousa do trabalho. Uns diziam uma cousas e outros diziam outra. Até que acabaram a tiros e morreram vários.Original {{{{{língua}}}}}: Yo era muy pequeño, pero me acuerdo estar asomado a la ventana y ver a la gente correr de un lado para otro. Sobre todos los hombres. Gritaban sobre la cosa del trabajo. Unos se decían una cosa y otros se decían otra. Hasta que terminaron a tiros y murieron varios.— Celestino Mendoza
Mendoza acredita que foi a Guarda Civil que abateu os manifestantes.
Uma das primeiras acções tomadas pelos revoltosos foi a de cortar as comunicações com o resto do país. Esta decisão de pouco serviu dado que os patrões já tinham enviado dous telégrafos ao Governador Civil e a Guarda Civil já vinha a caminho.
Sobre esta acção diz um idoso:
Lembro-me que esse dia saí da minha casa com a minha mãe à eira da Olaya e vi no final da rua um operário que tinha subido um poste como um lagarto e cortou os cabos com umas tesouras de podar.Original {{{{{língua}}}}}: Recuerdo que ese día salí yo de mi casa con mi madre a la era de la Olaya y vi al llegar al final de la calle a un obrero que se subió a un poste como un lagarto y cortó los cables telefónicos con unas tijeras de podar.— Anónimo

### 8 de Julho
A 8 de Julho chegaram os reforços da Guarda Civil de Toledo e das povoações vizinhas, perfazendo mais de 150. Com a polícia a chegar em massa, a luta empiorara:

Durante o dia 8 morreu um Guarda Civil, um patrão e dous camponeses, dentre eles, o irmão do ex-presidente da câmara comunista. Os patrões procuravam ao ex-presidente da câmara mas como não o encontraram, mataram o irmão.Original {{{{{língua}}}}}: Durante el día 8 murió un Guardia Civil, un patrono y dos campesinos, entre ellos, el hermano del ex alcalde comunista. Los patronos buscaban al ex alcalde pero como no lo encontraba, mataron al hermano.— Benito Díaz

### 9 e 10 de Julho
Nos dias 9 e 10 de Julho continuariam a chegar reforços da Guarda Civil para conter a revolta, tendo ido também o director geral Miguel Cabanellas. Os revoltosas finalmente seriam derrotados dado que já não tinham armamento e a polícia chegava de todos los lados.

## Consequências

### Repressão
Os grevistas foram vencidos já que estes já quase não tinham armamento e a Guarda Civil crescia graças aos reforços que chegavam de toda a Espanha. A repressão que sucedeu à revolta foi severa, com detenções que se prolongaram durante vários dias, visando o enfraquecimento dos comunistas e a disuasão de outros movimentos operários de inspiração revolucionária. Tudo isto foi acompanhado com a criação de Tribunais militares.
Não se sabe com ciência exacta se os enfrentamentos contra os patrões estavam planificados pelos assalariados ou, pelo contrário, foi uma greve que findou numa revolta não prevista. A direita política aproveitou estes acontecimento para denunciar uma "ameaça comunista" sobre a Espanha.

### Bastião comunista e alcunha
Desde a Revolta de 1932 a vila é considerada um bastião do movimento revolucionário e comunista. De facto, até os dias de hoje a localidade é conhecida como La pequeña Rusia (A pequena Rússia) e Villa de Lenin (Vila de Lenin).

Foi esta povoação que elegeu o primeiro presidente da câmara comunista da Espanha, Luis Cicuéndez. E foi também onde viveu por muitos anos Cayetano Bolívar, o primeiro deputado comunista desse país.